# Theodor Leutwein

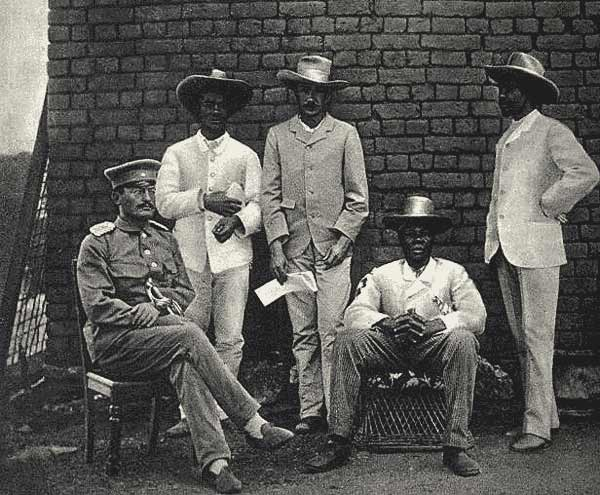
Theodor Leutwein (seduto a sinistra), Zaccaria Zeraua (secondo da sinistra) e Manasse Tyiseseta (seduti, quarto da sinistra), 1895

Theodor Gotthilf Leutwein (Strümpfelbrunn, 9 maggio 1849 – Friburgo in Brisgovia, 13 aprile 1921) è stato un militare e politico tedesco.

## Biografia
Nato a Strümpfelbrunn nell'allora Granducato di Baden, egli rimpiazzò Curt von François come comandante delle Schutztruppe nel 1894. Il suo obbiettivo personale in Africa era di creare un "colonialismo senza spargimenti di sangue".
Durante il mantenimento del suo incarico, Leutwein creò un'amministrazione decentralizzata con delle sedi regionali a Windhoek, Otjimbingwe e Keetmanshoop.
Egli fece tra le altre cose costruire la prima ferrovia tra Windhoek ed il porto di Swakopmund.
La sua politica con i nativi africani, che viene chiamata tecnicamente "Sistema Leutwein", fu un misto di diplomazia e coercizione militare. Le sue relazioni con gli indigeni Namaqua ed il popolo Herero furono tra le migliori, fatto che gli attirò le critiche di molti altri colonizzatori tedeschi che lo accusarono di essere troppo indulgente con gli africani. Nel 1904, con la rivolta degli Herero e l'inizio dello scoppio della guerra, ebbe termine il suo mandato. Poco dopo, Guglielmo II di Germania decise di rimpiazzare Leutwein col tristemente famoso generale Lothar von Trotha che portò alla distruzione di molti popoli nativi.
Nel 1906, Leutwein pubblicò una propria autobiografia, Elf Jahre als Gouverneur in Deutsch-Südwestafrika ("Undici anni da Governatore dell'Africa sud-occidentale tedesca"), uno spaccato storico dei suoi anni di permanenza in Africa come governatore. Morì a Friburgo in Brisgovia nel 1921.